# 107054 Daniela
107054 Daniela este o planetă minoră (asteroid) din centura de asteroizi. A fost descoperită pe 1 ianuarie 2001 la Ondřejovská hvězdárna⁠(d) de Peter Kušnirák⁠(d) și a fost numită după Daniela Rapavá⁠(d). 
Obiectul prezintă o orbită caracterizată de o semiaxă mare de 2,2514205503195 UAi, o excentricitate de 0,18, o înclinație de 5,1 ° în raport cu ecliptica.